# Trot Nixon
Trot Nixon (Durham, 11 de abril de 1974) é um jogador profissional de beisebol norte-americano.

## Carreira
Trot Nixon foi campeão da World Series 2002 jogando pelo Anaheim Angels. Na série de partidas decisiva, sua equipe venceu o San Francisco Giants por 4 jogos a 3.